# بارونق
بارونق، روستایی از توابع بخش مرکزی شهرستان کاشان در استان اصفهان ایران در میان جاده کاشان به سمت روستای اسحق آباد (ساق باد) در نزدیکی امام زاده یونس بن امام موسی کاظم (ع) واقع شده‌است.
آب شرب این ده را رودخانه فصلی و چشمه ای که از برزک و اسحق آباد سرچشمه می‌گیرند تأمین می‌کنند.

## جمعیت
این روستا در دهستان کوهپایه قرار دارد و براساس سرشماری مرکز آمار ایران در سال ۱۳۸۵، جمعیت آن ۶۰ نفر (۲۳خانوار) بوده‌است.